# Stella Mendonça
Stella Mendonça (Nampula, 10 d'agost de 1970) és una cantant soprano d'òpera moçambiquesa especialista en el repertori bel canto. En 2002 va col·laborar en l'adaptació de l'òpera Carmen de Georges Bizet per a audiències africanes i estrenada a Moçambic.

## Carrera
Nascuda a Nampula, va rebre la seva educació vocal al Conservatoire national supérieur de musique et de danse de Lyon (França) i posteriorment va completar la seva educació amb Dennis Hall, Ernst Haefliger i Magda Olivero. Va estudiar lieder amb Verena Schwermer i Peter Berne. Mendonça va fer el seu debut com a protagonista a Die lustige Witwe de Franz Lehar, encara que la majoria dels seus primers papers van ser en diversos oratoris com Stabat Mater de Giovanni Pergolesi, Petite messe solennelle de Gioachino Rossini i Requiem de Gabriel Fauré. Posteriorment va fer de "Mimi" a La bohème de Giacomo Puccini i de "Bess" a Porgy and Bess de George Gershwin. En 2002 va col·laborar amb el cantant d'òpera Mark Jackson en l'adaptació de Carmen i després va produir l'òpera i va protagonitzar el paper principal durant les actuacions a Maputo i Beira. Aquesta va ser la primera actuació d'una òpera a Beira.
Va fundar SONÇA International en 1998 per promoure l'educació artística a Àfrica. Resident a Suïssa des de 1993, hi dirigeix i ensenya a l'estudi de Belcanto que continua la tradició de la tècnica de la veu per Garcia y Lamperti. En 2010 va intentar adaptar la guardonada novel·la de Mia Couto Terra Sonâmbula en una òpera usant el llibret de Henning Mankell.